# Fatih Sultan Mehmet, Ceyhan
Fatih Sultan Mehmet là một xã thuộc huyện Ceyhan, tỉnh Adana, Thổ Nhĩ Kỳ.